# F.E.A.R. Perseus Mandate
F.E.A.R. Perseus Mandate — це автономний пакет розширення для психологічного шутера від першої особи в  жанрі survival horror F.E.A.R. Розробкою розширення займалася студія TimeGate Studios, та сама команда розробників, що стояла за першим розширенням F.E.A.R. Extraction Point. У листопаді 2007 року це розширення було перенесено на Xbox 360 і випущене у складі F.E.A.R. Files.
Сюжет гри зосереджуються на подвигах нового персонажу, члена другого підрозділу F.E.A.R., команду якого направили дослідити Проєкт Армахема Персей. Події в грі відбувається одночасно з подіями оригінального F.E.A.R., а також пакету розширення Extraction Point, але в іншому місці. Нові введення в ігровий процес включають дружніх персонажів, контрольованих Ш.І., що б'ються поряд із персонажем гравця, а також нову фракцію ворогів. Продовження F.E.A.R. — F.E.A.R. 2: Project Origin ігнорує події обох пакетів розширення.

## Сюжет

Скриншот ігрового процесу. Протагоніст відбивається від нового створіння Альми, що виходить з підлоги.

Одразу після вбивства підрозділами АТС Альдуса Бішопа і початку їх відкритого протистояння F.E.A.R. та Delta Force, командир Беттерс проводить десантування другого загону F.E.A.R. на допоміжний об'єкт АТС, з метою розслідування дій компанії та виявлення будь-яких правопорушень, з якими вона пов'язана. Цей підрозділ F.E.A.R. складається з капітана Девіда Рейнса, лейтенанта Стіва Чена та неназваного Сержанта F.E.A.R. (персонажа гравця). Після боїв з солдатами-реплікантами та силами безпеки АТС, другий підрозділ F.E.A.R. виявляє, що невідома команда вже проникла до будівлі АТС і вбила всіх всередині. Ця команда складається з висококваліфікованих найманців, відомих як «Nightcrawlers», що озброєні передовою зброєю. До складу Nightcrawler також входять кілька елітних суперсолдатів, які володіють тією ж здатністю «уповільнення часу» (SloMo), яку раніше демонстрував Пойнтмен з F.E.A.R. .
Стає відомо, що Nightcrawlers працюють на загадкового Сенатора і шукають «Джерело» — генетичний шаблон, з якого були створені солдати Репліки (пізніше з'ясується, що це зразок ДНК Пакстона Феттеля). Команда F.E.A.R. виявляє, що в Армахемі знаходяться три основні об'єкти, які займалися Проектом Персей: активний біодослідницький заклад, де зберігається ДНК Феттеля; занедбаний секретний центр клонування, де фактично були виготовлені солдати Репліки, і заклад «Джерело», де ув'язнена Альма. F.E.A.R. та Delta Force починають атаку на біодослідницький заклад, пробиваючись через сили солдатів-клонів, співробітників безпеки ATC та Nightcrawler. Однак членам Nightcrawlers вдається отримати зразок ДНК Феттеля і втекти з ним. Команді F.E.A.R. майже вдається захопити Гевіна Моррісона, головного агента Сенатора, але все переривається вибухом споруди «Джерело», який кидає місто в хаос.
Сержант і лейтенант Чень прокидаються в занедбаній частині системи метро міста і знаходять, що вибух споруди «Джерело» розв'язав хвилю смертельної паранормальної активності. Спочатку Ченю вдається відбивати атаки (тих самих істот, що вбили Дугласа Холідей), але пізніше його розриває нове створіння Альми, яке виходить з підлоги. Сержант продовжує рухатись системою метро в гонитві за Nightcrawler. Зрештою протагоністу (гравцю) вдається вийти на поверхню, де він налагоджує контакт з капітаном Рейнсом, який наказує тому пробратися до об'єкта Клонування АТС і куди начебто рухаються Nightcrawler. Це ускладняється повторною активацією солдатів-реплікантів після воскресіння Феттеля.
По дорозі до об'єкта Клонування, сержант наштовхується на Гевіна Моррісона, якого захопили Nightcrawler. Моррісон заявляє, що Nightcrawler намагаються також отримати зразок ДНК Альми, і що їх треба зупинити. Моррісон певний час супроводжує сержанта по дорозі до об'єкта Клонування, але буде вбитий, коли Альма, використовуючи свої здібності, давить його бронеавтомобілем.
Пізніше сержант дістається до об'єкта Клонування, де його вітає привид Пакстона Феттеля, який декілька разів загадково з ним зв'язується, а також відправляє солдатів-клонів на його вбивство. Сержант пробивається крізь атаки реплікантів Феттеля, а також сил Nightcrawle, але не встигає, щоб завадити командувачу Nightcrawler отримати зразок ДНК Альми.
Далі протагоніст переслідує командувача Nightcrawler в будівлі Клонування, врешті-решт, б'ється як з командиром так й іншими силами Nightcrawler у фінальній битві. Отримавши зразок ДНК Альми він йде на поверхню, де його чекає капітан Рейнс. Сержант і Рейнс разом пробиваються через загони останніх елітних солдатів-реплікантів та успішно встигають досягти евакуаційного гвинтокрила.(Небо в грі те саме, що й в кінці першого розширення. До наступного вибуху повинно пройти приблизно двадцять-тридцять хвилин.)
Коли сержант сідає у гвинтокрил, то бачить перед собою привид лейтенанта Ченя. Капітан Рейнс в цей момент зауважує, що сержант повинен бути підвищеним до лейтенанта, і що Чень буде пишатися ним. Після цього привид Ченя зникає.
Після фінальних титрів, нам показують як агент Nightcrawler підходить до Сенатора зі зразком ДНК Феттеля. Сенатор запитує його, скільки було втрат і агент відповідає, що втрати були «прийнятними».

## Ігровий процес
Perseus Mandate включає нову зброю та ворогів, що містились у попередньому пакеті розширення Extraction Point. Крім того, другий комплект розширення містить три додаткові зразки озброєння (вдосконалена гвинтівка з нічним прицілом, гранатомет та гвинтівка-блискавка) та п'ять нових ворогів (новий тип солдата ATC, новий тип примари Альми, солдати Nightcrawler, і Nightcrawler Elites, а також новий програмний вірус, який здатний блокувати двері, щоб утримувати гравця).
Perseus Mandate також пропонує 3 «бонусні місії», які розблоковуються після проходження основної кампанії. Ці бонусні місії схожі з місіями «миттєвих дій» у версіях для PS3 та Xbox 360 версій F.E.A.R., де гравець просувається через невеликі безсюжетні рівні, воюючи з кількома хвилями ворогів.
У грі також присутня модифікована версія оригінального мультиплейєра F.E.A.R., що містить нові моделі гравців, а також 5 нових зразків озброєння, з обох пакетів розширення (попередній пакет розширення, Extraction Point, не містив багатокористувацького контенту, і, отже, два зразки зброї, з цього розширення, раніше не були доступні в мультиплеєрі).

## Відгуки
| Агрегатор  | Оцінка |
| ---------- | ------ |
| Metacritic | 61/100 |

| Видання                    | Оцінка |
| -------------------------- | ------ |
| GameSpot                   | 5.5/10 |
| GameZone                   | 6.3/10 |
| IGN                        | 5.9/10 |
| PALGN                      | 6.5/10 |
| PC Gamer (Велика Британія) | 77 %   |
| PC Gamer (США)             | 58 %   |
| PC PowerPlay               | 5/10   |
| PC Zone                    | 29 %   |

F.E.A.R Perseus Mandate отримав «змішані» відгуки відповідно до оцінок агрегатора Metacritic. Вебжурнал IGN, в своєму огляді, говорить про відсутність помітного нового контенту, наголошуючи, що графіка та геймплей практично ідентичні оригіналу. Оглядовий сайт Hexus зробив висновок, що F.E.A.R. Perseus Mandate був нудним та повторюваним, «цифровим прикладом бичування мертвого коня». GameSpot, в свою чергу, заявив, що «це схоже на абсолютно непотрібну поїздку на дно для Sierra, особливо враховуючи те, що творець серіалу Monolith вже працює над належним продовженням у формі Project Origin». 